# Кобахидзе, Шота Семёнович
Шота Семёнович Кобахидзе — советский хозяйственный, государственный и политический деятель.

## Биография
Родился в 1916 году в Кутаиси. Член КПСС с 1943 года.
Участник Великой Отечественной войны. С 1946 года — на хозяйственной, общественной и политической работе. В 1946—1970 гг. — прораб на строительстве КутАЗа, старший инженер, начальник управления треста «Кутаисстрой», заместитель председателя Кутаисского горисполкома по вопросам ЖКХ, второй секретарь, первый секретарь Кутаисского горкома КП Грузии.
Избирался депутатом Верховного Совета СССР 6-го и 7-го созывов. Делегат XXII и XXIII съездов КПСС.
Умер до 1985 года.